# Pepi, Luci, Bom y otras chicas del montón
Pepi, Luci, Bom y otras chicas del montón er den første af Pedro Almodovars spillefilm fra 1980.

## Plot
Filmen foregår i Madrid og handler om punker-pigen Pepi, der bliver opsøgt af sin nabo, en politimand, der har opdaget at hun dyrker marijuana i sin vindueskarm og imod at han voldtager hende undlader at politianmelde hende. Som hævn får hun poltimandens masochistiske kone Luci til at forlade ham til fordel for en af Pepis veninder (Bom).

## Medvirkende
| Skuespiller   | Rolle        |
| ------------- | ------------ |
| Carmen Maura  | Pepi         |
| Félix Rotaeta | Politimanden |
| Olvido Gara   | Bom          |
| Eva Siva      | Luci         |